# Абакарова, Патимат Серажутдиновна
Патимат Серажутдиновна (Серажутдин кызы) Абакарова (азерб. Patimat Serajutdin qızı Abakarova; род. 23 октября 1994) — азербайджанская тхэквондистка дагестанского происхождения, бронзовый призёр Европейских игр 2015 года в Баку, серебряный призёр чемпионата Европы 2016 года. Бронзовый призёр Олимпиады 2016 в Рио и победительница Всемирных военных игр 2015 года.

## Биография
Патимат Абакарова родилась 23 октября 1994 года в Махачкале. По национальности — даргинка. В 9 лет пошла в секцию каратэ, а через три месяца переехала с семьёй и не смогла посещать тренировки. Тем не менее, поблизости с новым местом жительства — в 38-й школе Махачкалы — проходили занятия по тхэквондо у тренера Исмаила Исмаилова, под началом которого Абакарова и начала заниматься тхэквондо. Вскоре команда перебралась в новый Центр боевых искусств, который Абакарова посещает до сих пор.
В ноябре 2011 года стала бронзовым призёром чемпионата России в Каспийске. В 2013 году Федерация тхэквондо Азербайджана предложила Абакаровой выступить на внутреннем чемпионате Азербайджана, на котором Абакарова заняла первое место. Вскоре Патимат была приглашена на сборы. Её посмотрел тренерский штаб сборной, по решению которого Абакаровой предложили выступать на соревнованиях за Азербайджан.
На турнире «Bahrain Open» в Манаме в марте 2014 года Абакарова завоевывает бронзовую медаль.
На открытом чемпионате Голландии в марте 2015 года выигрывает серебряную награду.
На международном турнире «Ukraine Open» в Харькове Патимат занимает третье место.
В июне 2015 года приняла участие на первых Европейских играх в Баку, на которых заняла третье место.
Патимат Абакарова выиграла золото Всемирных Игр среди военнослужащих в Южной Корее проходивших в октябре 2015 года. В стартовом поединке она одолела хозяйку даянга Го-Юн Парк, в полуфинале победила Нур Абдельсалам из Египта, а в финале нанесла поражение китаянке Жао Ли.
На мировом Гран-При, прошедшем в октябре 2015 года в Манчестере в заключительный день соревнования Патимат Абакарова (49 кг), начала свой турнирный путь с победы над киприоткой Кирияки Куттуки (10:3), после чего победила бразильянку Ирис Танг — 7:1. В четвертьфинале одолела Светлану Игуменову из России (8:4), гарантировав себе медаль. В полуфинале Абакарова уступила представительнице Таиланда Чанатип Сонхам (10:3), выиграв бронзовую награду.
В 2016 году на Европейском олимпийском квалификационном турнире, проходившем в Стамбуле, заняла первое место, получив путёвку на Олимпийские игры в Рио-де-Жанейро. В этом же году стала серебряным призёром чемпионата Европы, проходившего в швейцарском Монтрё, проиграв в финале Татьяне Кудашовой из России. На летних Олимпийских играх 2016 года выиграла бронзовую медаль.
На Играх Исламской солидарности проходивших в Баку с 12 по 22 мая 2017 года, Абакарова выиграла золотую медаль
На чемпионате Европы по тхэквондо проходившем в городе Казань с 10 по 13 мая 2018 года завоевала бронзовую награду
На открытом чемпионате Турции в феврале 2017 года Патимат Абакарова заняла первое место в весовой категории (53 кг).
На турнире Ukraine Open в апреле 2019 года по таэквондо Абакарова завоевала первое место.
На Летней Универсиаде в Итальянском Неаполе в Июле 2019 года выиграла бронзовую награду.
В феврале 2020 года в Швеции проходил международный турнир Helsinqborq Open. Абакарова заняла на нем первое место в весе (53 кг).
В феврале 2022 года в Антальи на проходившем международный турнире по таэквондо — Turkish Open Патимат Абакарова завоевала бронзовую награду.
На проходившем в Тегеране (Иран) традиционном турнире по тхэквондо — Fajr Open в марте 2022 года в первый день турнира легионер сборной Азербайджана Патимат Абакарова (53 кг) завоевала бронзу. Там же на традиционном турнире по таэквондо — Кубок президента, выиграла бронзу.
На Играх исламской солидарности проходивших в августе 2022 года завоевала бронзовую награду.
На открытом чемпионате Албании в октябре 2022 года Абакарова заняла первое место.
В марте 2023 года на открытом чемпионате Бельгии завоевала бронзу.
Патимат Абакарова является также многократной чемпионкой Азербайджана по тхэквондо.
В декабре 2024 года объявила о завершении спортивной карьеры в тхэквондо, о чем указала на своей странице в инстаграм.

## Тренеры
- Исмаил Исмаилов
- Парк Сун Ми. Призерка чемпионата мира 1995 года.[24]

## Награды
29 июня Президент Азербайджана Ильхам Алиев подписал распоряжения о награждении победителей первых Европейских игр и лиц, внёсших большой вклад в развитие спорта в Азербайджане. Патимат Абакарова за большие достижения на первых Европейских играх и заслуги в развитии спорта в Азербайджане была удостоена медали «Прогресс».
1 сентября 2016 года награждена Почётным дипломом Президента Азербайджанской Республики за высокие достижения, завоёванные на ХХХI летних Олимпийских играх в Рио-де-Жанейро, и заслуги в развитии спорта в Азербайджане.
В 2017 году удостоена звания «Спортсмен года» Ассоциации спортивных журналистов Азербайджана.

## Хобби
В свободное время Патимат увлекается музыкой и поет песни.

## Фотогалерея

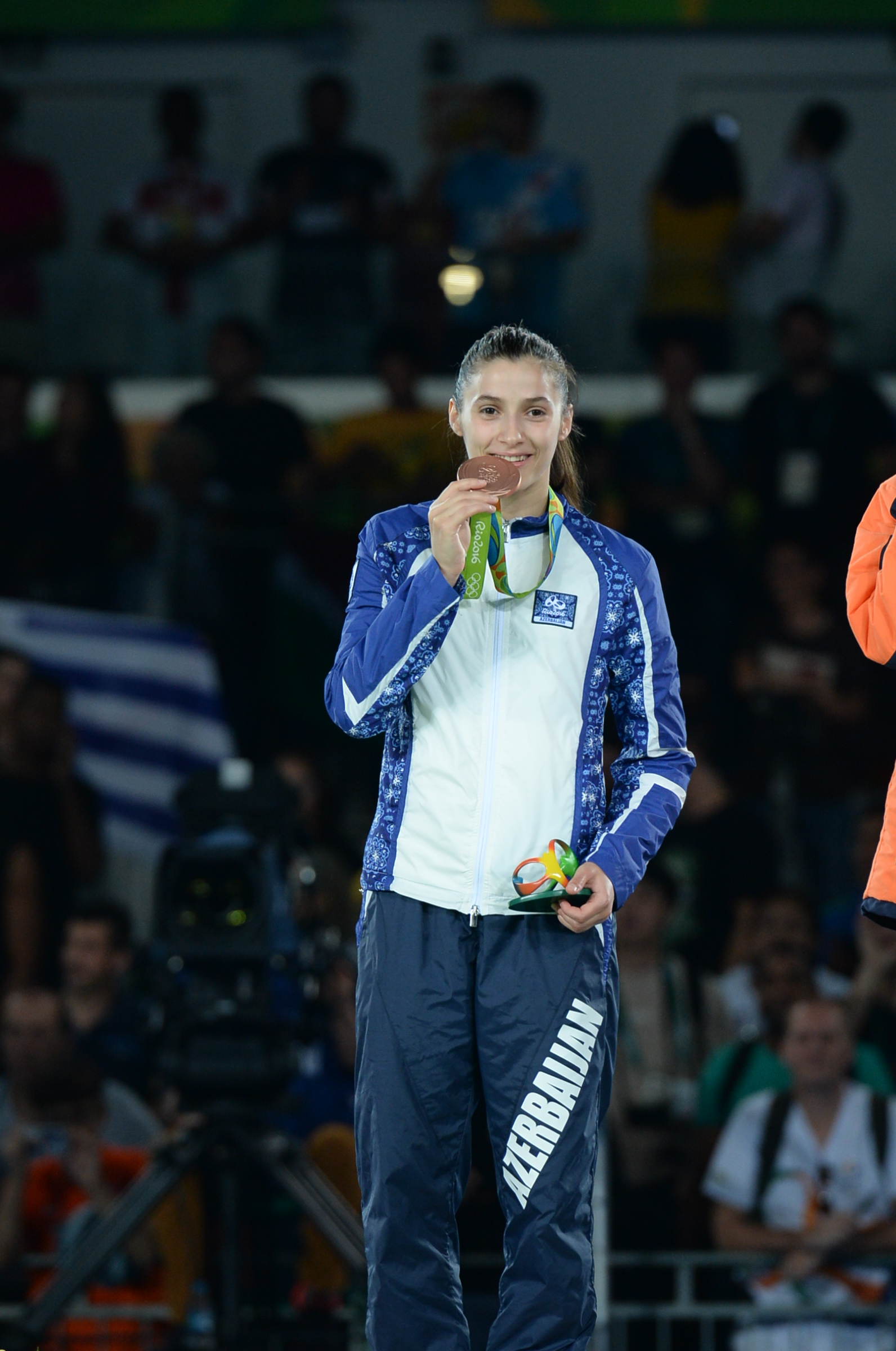
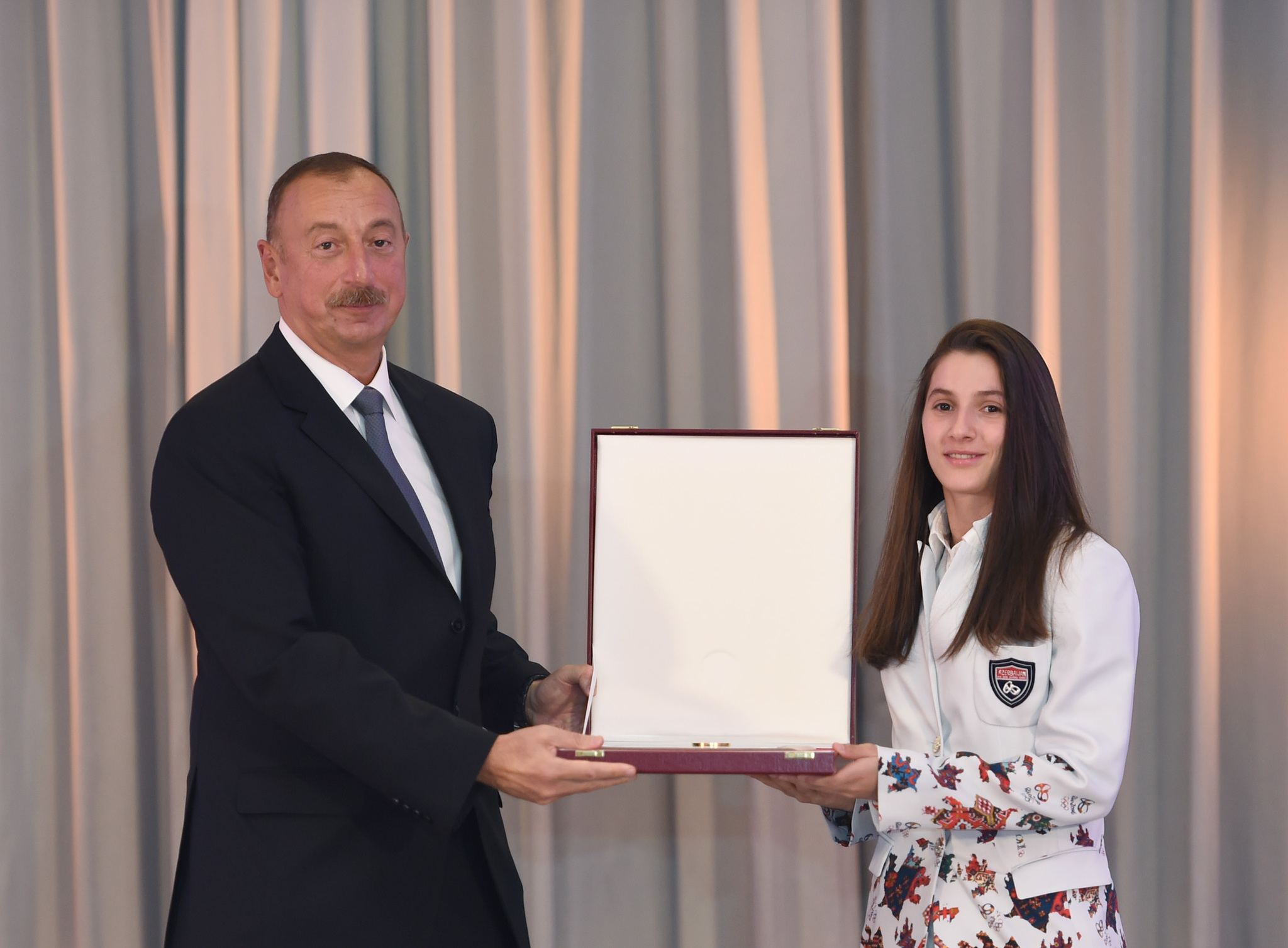
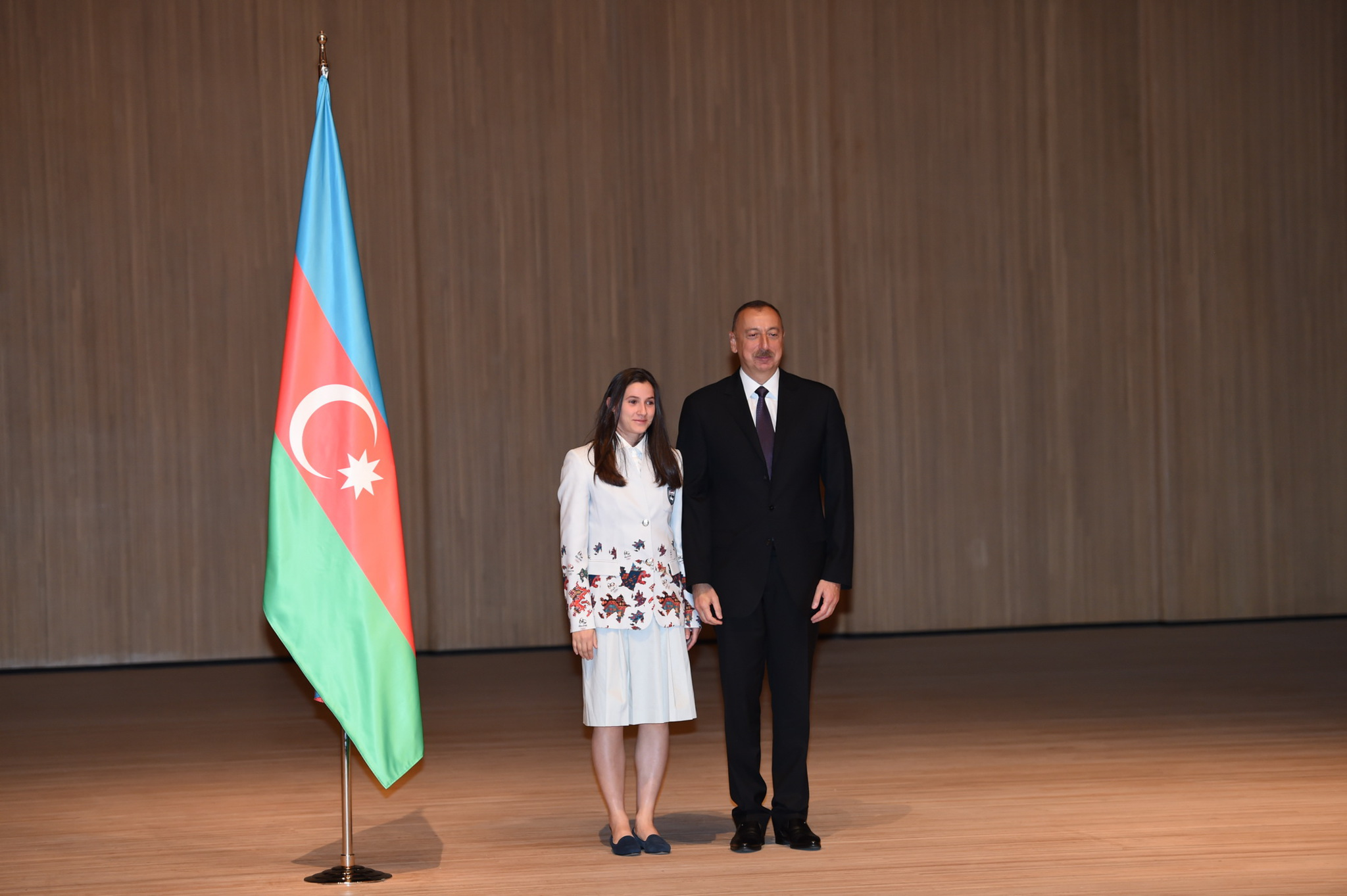
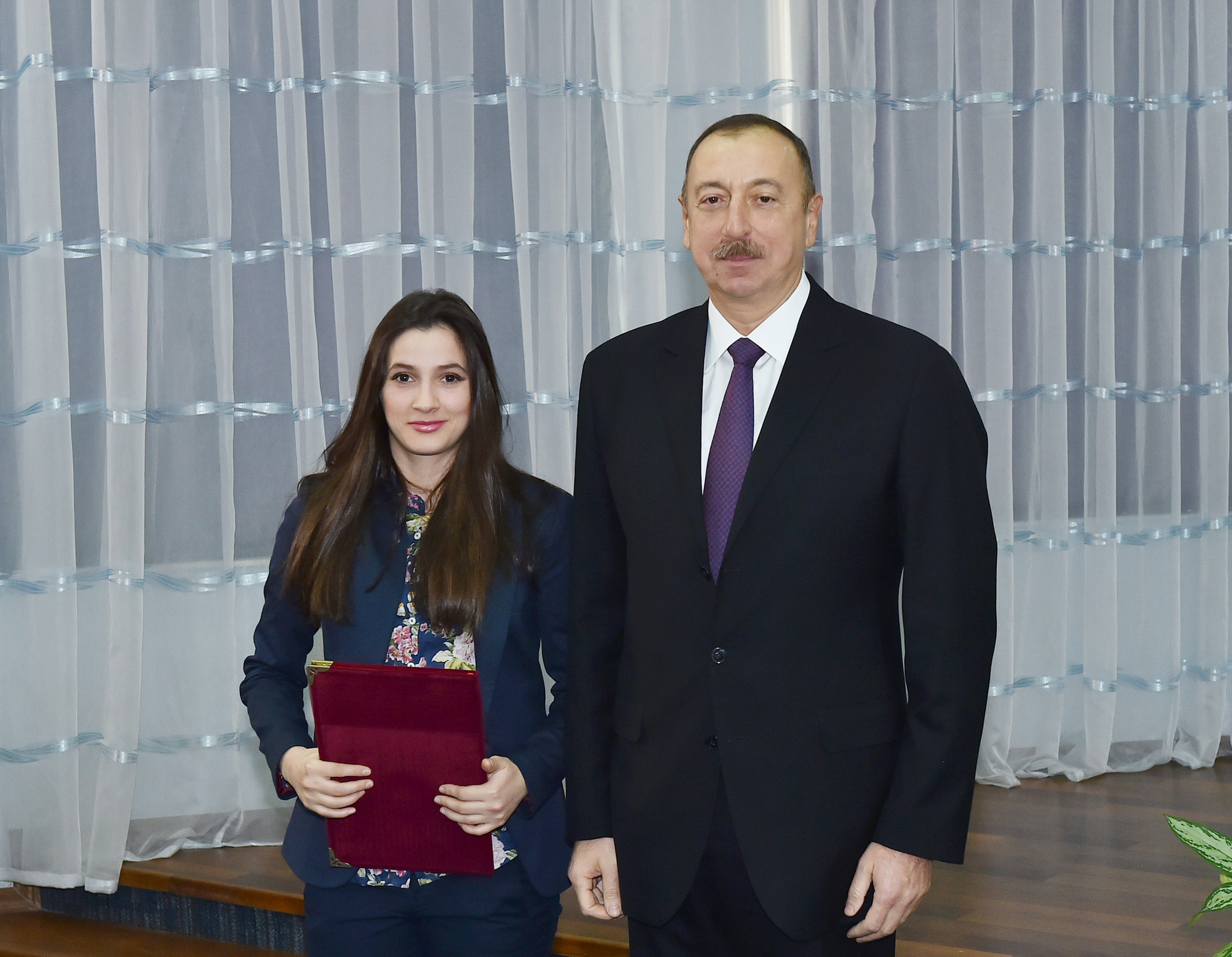
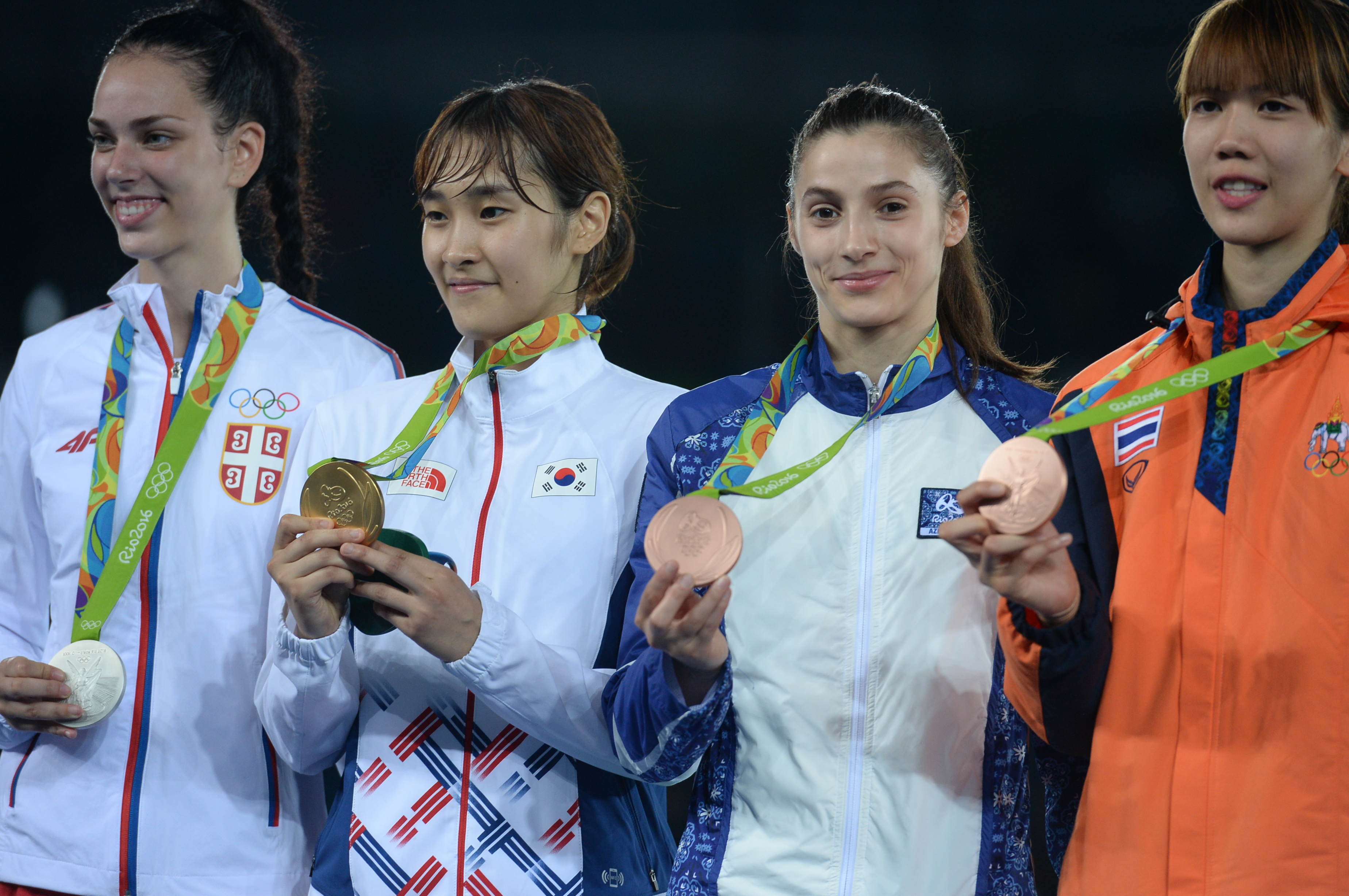